# Kastell Săpata de Jos

Kastelle Săpata de Jos (1900)

Hinter dem Namen Kastell Săpata de Jos verbergen sich gleich zwei römische Hilfstruppenkastelle auf dem Gebiet des zur Gemeinde Săpata gehörenden Dorfes Mârțești im rumänischen Kreis Argeș in der Region Muntenien. In antiker Zeit waren sie Bestandteile des Dakischen Limes, konkret des Abschnittes Limes Transalutanus (Transalutanischer Limes; Limes jenseits des Olt). Administrativ gehörten sie zur Provinz Dacia Malvensis.

## Lage und Forschungsgeschichte
Die heutigen Bodendenkmale liegen rund einen Kilometer östlich des Straßendorfs Mârțești und rund 700 m westlich des nördlichen Endes des Dorfes Lăngești. Sie befinden sich dort auf einem flachen, nach Süden hin schmaler werdenden Hochplateau in der Flur Cetate (Burg/Festung), an der Stelle, an der der Bach Cetătuia oder Pârâul Cetăţii (Festungsbach) in den Fluss Cotmeana mündet. Das Plateau verengt sich nördlich der Kastelle und bietet dort die einzige Zugangsmöglichkeit. Die Hänge sind zwar nur 15 Meter hoch, aber sehr steil. Der Platz war offenbar sorgfältig ausgewählt worden, um eine gute natürliche Verteidigungsposition zu nutzen. Die Entfernung zwischen den Mauern der Kastelle beträgt gerade einmal 30 Meter, wobei Săpata de Jos II vor der Südecke von Săpata de Jos I liegt. Beide Lager sind durch die Konturen ihrer einstigen Umwallungen im Gelände wahrzunehmen.
Die Kastelle waren bereits um die Wende vom 19. zum 20. Jahrhundert von Pamfil Polonic entdeckt und im Jahr 1900 von Grigore Tocilescu beschrieben worden. Erste archäologische Ausgrabungen wurden dort in den Jahren 1929/1930 von Vasile Christescu für die Universität Bukarest durchgeführt. Weitere Untersuchungen erfolgten erst wieder ab 2012 durch Eugen S. Teodor für das Muzeul Național de Istorie a României (Nationalmuseum der Geschichte Rumäniens). Verkompliziert wurden diese Forschungen durch den Umstand, dass sich auf dem Gelände auch noch eine bronzezeitliche Siedlung befindet.

## Archäologische Befunde
Bei Săpata de Jos I handelt es sich um das deutlich größere der beiden Kastelle. Beide sind mit ihren Ecken annähernd in die vier Himmelsrichtungen orientiert. Der östliche Teil der südlichen Mauer von Kastell I und die nördliche Mauer von Kastell II verlaufen parallel, wobei Kastell II ein wenig aus der Flucht nach Osten vorspringt. Es zeigte sich, dass der Graben des größeren Kastells den des kleineren überschnitt, woraus folgt, dass das kleinere zuerst angelegt worden sein muss. Eine exakte Chronologie zum Zusammenhang zwischen den beiden Militärlagern zu erstellen, ist jedoch nicht möglich. Aufgrund der Münzreihe (siehe weiter unten) wurden beide Kastelle als Gründungen unter Septimius Severus (193–211) angesprochen und sollen bis zu einem Einfall der Karpen um das Jahr 245 bestanden haben. Die Besatzungen der Militärlager sind unbekannt.

### Kastell Săpata de Jos I

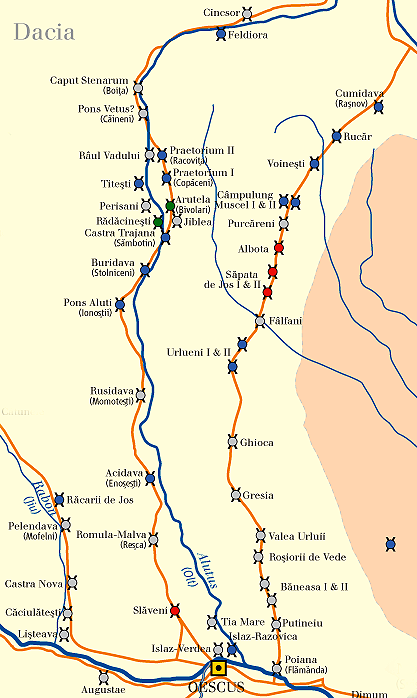
Kastelle Săpata de Jos I und II im Verlauf des Limes Alutanus (rechts)

Das Kastell I hat einen rechteckigen Grundriss mit abgerundeten Ecken im typischen Spielkartenformat. Seine Abmessungen betragen 90 m mal 125 m, was einer Grundfläche von 1,125 Hektar entspricht. Es gibt jedoch erhebliche Unterschiede in den Messungen und Darstellungen der verschiedenen Wissenschaftler:
| Ort        | Maß    | nach Polonic | Christecu (Text) | Christecu (Zeichnung) | Orthofoto |
| Kastell I  | Länge  | 120,00 m     | 125,00 m         | 121,82 m              | 163,00 m  |
| Kastell I  | Breite | 079,50 m     | 090,00 m         | 087,41 m              | 123,00 m  |
| Kastell II | Länge  | 052,50 m     | 045,00 m         | 043,55 m              | 074,00 m  |
| Kastell II | Breite | 048,00 m     | 035,00 m         | 032,96 m              | 056,00 m  |

Der Widerspruch zwischen den Bemaßungen Polonics und Christestus kann darauf zurückgeführt werden, dass Polonic nicht selber gegraben hat, sondern seine Vermessungen ausschließlich auf die im Gelände erhaltenen Mauerkronen bezog. Der Widerspruch in Christestus unterschiedlichen Angaben zwischen Text und Zeichnung ist zwar nicht dramatisch groß, aber wissenschaftlich natürlich zweifelhaft. Ein weiteres Problem ist die Möglichkeit des zweiten, äußeren Grabens, dessen Existenz nicht zweifelsfrei geklärt ist.
Geschützt wurde das Lager von einer 1,60 m breiten Backsteinmauer, die auf einem Fundament aus gestampfter Erde, vermischt mit Sand, Ziegelbruch, Lehm und Kalkbrocken, ruhte. An den vier Ecken des Lagers sollen sich nach innen gezogene Türme mit rechteckigem Grundriss befunden haben, deren Maße aber, diesmal in Folge von dramatischen Abweichungen zwischen Christestus Text und seinem Plan, nicht sicher bestimmt werden können. Als Annäherungshindernis diente ein Graben von 25 m Breite und einem halben Meter Tiefe. Ein nur streckenweise im Nordosten und Nordwesten angetroffener zweiter, äußerer Graben soll eine Breite von 7,50 m aufgewiesen haben. Der innere Graben scheint an der südlichen Ecke des Kastells in den Verteidigungsgraben des kleineren Kastell II überzugehen. Die Praetorialfront (Vorderfront) befindet sich an der Nordostseite, wo die Porta praetoria (Haupttor) identifiziert werden konnte. Im Inneren des Lagers konnten nur noch schwache Spuren festgestellt werden, die keine sichere Interpretation ihrer Funktion zuließen. Von seiner Größe her dürfte das Kastell keine komplette Kohorte, sondern maximal drei Zenturien (rund 240 Mann) aufgenommen haben. Der Name der dort Dienst habenden Einheit ist jedoch nicht überliefert.

### Kastell Săpata de Jos II
Das Kastell II ist ein Holz-Erde-Lager in rechteckiger, sich einem Quadrat annähernder Form. Mit seinen Abmessungen von 35 m mal 46 m bedeckt es eine Fläche von 0,16 Hektar. Geschützt wurde es von einer zwölf Meter breiten und 1,60 m hohen Holz-Erde-Mauer, vor der ein Graben mit 25 m Breite und einem halben Meter Tiefe als Annäherungshindernis verlief. Der Zugang soll sich an der westlichen Seite befunden haben. An der nördlichen Ecke des Kastells war der Graben aus unbekannten Gründen unterbrochen. Größenbedingt hätte das Kastell höchstens eine Mannschaft in Zenturienstärke (80 Mann) aufnehmen können. Der Name der Einheit ist nicht überliefert. Die Umwallung ist im Gelände noch nachvollziehbar.

### Vicus und Thermen
Nur 40 Meter südlich des Kastells II wurden die Lagerthermen entdeckt, das öffentliche Badegebäude, zu dem die Soldaten kostenlosen Zutritt hatten, das aber auch von der Zivilbevölkerung gegen geringes Entgelt aufgesucht werden konnte und das daher auch ein soziales Zentrum darstellte. Die Thermen von Săpata de Jos bestehen aus fünf Räumen und haben einen Grundriss von 14 m mal 17,50 m (= 245 m²).
Erst 2016 wurden unterhalb der Kastelle und der Thermen, südlich des Baches Cetătuia, die Spuren des Vicus entdeckt. Ein Vicus ist bei nahezu jeder römischen Garnison anzutreffen. Er ist die zivile Siedlung des Kastells, in der die Angehörigen der Soldaten, Veteranen, Handwerker, Händler, Prostituierte, Gastwirte und andere Dienstleister wohnten und arbeiteten. Die Ursache dafür, dass der Vicus im Tal und nicht auf dem Plateau bei den Kastellen lag, mag durch die schwierige Wasserversorgung auf dem Berg begründet sein. Dort war es notwendig, tiefe Brunnen zu graben (der Grundwasserspiegel lag zehn Meter unter dem Laufniveau), um Trinkwasser zu gewinnen, das möglicherweise für die Truppe, aber nicht für die Truppe und die Zivilisten ausgereicht hätte, während andererseits im Tal durch den Bach eine unproblematische Wasserversorgung möglich war. Nördlich des Baches und sich weiter östlich erstreckend wird ein Handwerks- und Produktionsquartier vermutet. Die Geländeuntersuchungen und geophysikalischen Messungen wiesen konkret 14 Haushalte (die auf maximal 25 interpoliert wurden) und das Produktionszentrum nach. Wenn man von durchschnittlich fünf Personen (Freie und Sklaven) pro Haushalt ausgeht, dürfte die Gesamtbevölkerung des Vicus nicht viel mehr als 125 Personen umfasst haben. Die Untersuchungen zeigten weiter, dass der Vicus über ein relativ kompliziertes, aber zweckmäßiges Straßennetz verfügt haben dürfte, das ihn intern mit dem „Industriegebiet“ und extern mit den Kastellen und den Thermen sowie mit dem Grenzwall und den Fernstraßen verband. Jeweils in der Mitte des Vicus und bei dem Produktionszentrum befanden sich Kreuzungen.

### Limesverlauf
Die Kastelle sind relativ weit vom Grenzwall entfernt. Bislang wurden von diesem nur zwei Abschnitte identifiziert, die 2,3 km südöstlich bzw. 3,7 km nordöstlich von den Militärlagern liegen. Diese Abschnitte haben unterschiedliche Ausrichtungen, ihr Zusammentreffen wurde theoretisch 1,7 km östlich der Kastelle angenommen. All diese Punkte wären von der Garnison aus nicht einsehbar gewesen. Săpata de Jos ist der letzte Ort, bis zu dem der beim Kastell Flămânda beginnende Limes strikt nordwärts verläuft. Hinter Săpata de Jos ändert er seinen Verlauf und knickt in nordnordöstliche Richtung ab. Lineare, parallel verlaufende Geländemerkmale etwa anderthalb Kilometer südwestlich des folgenden Kastells Albota könnten auf das zwar anzunehmende, aber archäologisch nicht gesicherte Wall-Graben-System des Limes weisen.

### Fundmaterial
Unter dem Fundmaterial ragt ein Depotfund besonders hervor, der bereits 1929/1930 von Vasile Christescu in einem Keramikgefäß in der Praetentura (vorderer Lagerteil) des Kastells I entdeckt worden war. Der vergrabene Schatz besteht aus insgesamt 44 Silbermünzen, davon 16 Denare und 28 Antoniniane, die zwischen 197/200 und 243/244 geprägt worden waren. Die Münzreihe verteilt sich auf Septimius Severus (4,54 %), Elagabalus (6,81 %), Severus Alexander (22,72 %), Maximinus Thrax (4,54 %) und Gordian III. (61,36 %), was insofern ein besonderer Umstand ist, als es keine weitere Münzreihe aus römerzeitlichen Befunden gibt, die einen derartig hohen Anteil an Prägungen aus der Zeit des Gordian III. aufweisen. Die Münzreihe eines weiteren, außerhalb der Kastelle entdeckten Depots reichte von Trajan (98–117) bis Valentinian I. (364–375). Auch eine Brosche mit der Inschrift ROMA wurde entdeckt, die auf das Ende des zweiten oder auf den Beginn des dritten Jahrhunderts zu datieren ist. Ferner wurden elf vereinzelte Münzen gefunden, deren Spektrum von Commodus (180–192) bis Gordian III. reicht und deren letzte im Jahr 242 geprägt worden war, was sich mit der Münzreihe des ersten Schatzfundes deckt.
Das keramische Fundmaterial, dass sich aus Fragmenten von Töpfen, Krügen, Schalen und Amphoren zusammensetzte, differenzierte Eugen S. Teodor nach seinen Forschungen in den 2010er Jahren wie in der folgenden Tabelle angegeben. Dabei ist zu beachten, dass die dort so genannte Chilia-Militari-Keramik zeitlich mit der lokalen und der importierten römischen Ware deckungsgleich ist.
| Zeitstellung                                                  | feine Ware | halbfeine Ware | grobe Ware | sehr grobe Ware | Summe |
| Bronzezeit                                                    | 02         | 04             | 06         | 01              | 13    |
| Eisenzeit (Römische Kaiserzeit) (sog. Chilia-Militari-Kultur) | 01         | 08             | 04         | (--)            | 13    |
| römerzeitlich, lokale Produktion                              | 01         | 11             | 05         | 01              | 18    |
| römerzeitlich, Importware                                     | 08         | 06             | 01         | (--)            | 15    |
| mittelalterlich                                               | (--)       | 02             | (--)       | (--)            | 2     |
| Summe                                                         | 12         | 31             | 16         | 02              | 61    |

Die Schalen sind relativ groß und haben Durchmesser von 22,2 cm bis 28,62 cm am Rand und zwischen 9,22 cm und 12,6 cm am Boden.

## Fundverbleib und Denkmalschutz
Die Aufbewahrung und Präsentation der Funde erfolgt im Institutul de Arheologie „Vasile Pârvan” (Archäologisches Institut „Vasile Pârvan”) in Bukarest.
Die gesamten archäologischen Stätten stehen nach dem 2001 verabschiedeten Gesetz Nr. 422/2001 als historische Denkmäler unter Schutz. Das Gelände ist mit dem LMI-Code AG-I-m-A-13376.01 in der nationalen Liste der historischen Monumente (Lista Monumentelor Istorice) eingetragen. Der entsprechende RAN-Code lautet 18590.01. Zuständig ist das Ministerium für Kultur und nationales Erbe (Ministerul Culturii și Patrimoniului Național), insbesondere das Generaldirektorat für nationales Kulturerbe, die Abteilung für bildende Kunst sowie die Nationale Kommission für historische Denkmäler sowie weitere, dem Ministerium untergeordnete Institutionen. Ungenehmigte Ausgrabungen sowie die Ausfuhr von antiken Gegenständen sind in Rumänien verboten.